# Ilze Vergina
Ilze Vergina (ur. 1969) – łotewska nauczycielka, samorządowiec i polityk, dyrektor szkoły w Smiltene i radna tej miejscowości, w latach 2010–2011 i od 2014 posłanka na Sejm Republiki Łotewskiej X i XI kadencji.

## Życiorys
Kształciła się w szkole średniej w Dzērbene. W 1992 roku ukończyła studia z dziedziny języka i literatury łotewskiej w Lipawskim Instytucie Pedagogicznym, następnie zaś uzyskała w 1996 roku magisterium w Wyższej Szkole Pedagogicznej w Lipawie (obecnie: Uniwersytet Lipawski). 
Pracowała jako nauczycielka w szkole średniej w Smiltene, później została dyrektorką szkoły. W wyborach w 2005 została członkiem rady okręgu Smiltene z ramienia Nowej Ery. Objęła funkcję wiceprzewodniczącej tego gremium. Cztery lata później uzyskała reelekcję z listy Związku Obywatelskiego. W wyborach w 2013 ponownie wybrana do rady z listy Jedności.
W wyborach w 2010 uzyskała z ramienia Jedności mandat posłanki na Sejm X kadencji jako kandydatka konserwatywnego Związku Obywatelskiego. W wyborach w 2011 bez powodzenia ubiegała się o reelekcję, mandat posłanki Sejmu XI kadencji uzyskała dopiero w czerwcu 2014 po jego zrzeczeniu się przez Artisa Pabriksa.